# Saumaco
Saumaco foi o chefe de uma rebelião de escravos citas, ocorrida no Reino do Bósforo, em fins do século II a.C. As únicas e escassas informações que dispomos dessa revolta derivam de uma inscrição encontrada em Queroneso, em honra de Diofanto, general de Mitrídates VI Eupátor, rei do Ponto.

## Biografia
Segundo essa inscrição, Diofanto teria forçado o rei do Bósforo, Parisades V, a tornar-se vassalo tributário de Mitrídates, causando grande descontentamento do povo daquele reino.
Por força dessa situação, explodiu uma revolta de escravos, liderada por Saumaco, que era alumnus (escravo doméstico) do soberano. O rei foi morto e Diofanto viu-se obrigado a fugir, para não sofrer o mesmo destino.
Durante cerca de seis meses, Saumaco foi o senhor do reino, chegando a mandar cunhar moedas com sua efígie representando Hélio, tendo a fronte cingida por uma coroa de raios (ou seja, o velho sonho da "Cidade do Sol", comum a muitas revoltas servis daquele tempo).
Por fim, Diofanto retornou, à frente de um exército, tomou as cidades de Teodósia e Panticapeu (Quertch) e esmagou a revolta.
Conforme relata a inscrição, Saumaco foi capturado e enviado ao reino de Mitrídates.